# Dolní Loučky
Dolní Loučky település Csehországban, a Brno-vidéki járásban. Dolní Loučky Nelepeč-Žernůvka, Štěpánovice, Předklášteří, Újezd u Tišnova, Horní Loučky, Kaly, Kuřimské Jestřabí, Úsuší és Deblín településekkel határos. Lakosainak száma 1322 fő (2024. január 1.).

## Népesség
A település lakosságának változását az alábbi diagram mutatja:
| Lakosok száma | 782  | 866  | 845  | 1092 | 1087 | 1102 | 1240 | 1256 | 1304 | 1322 |
|               | 1869 | 1890 | 1921 | 1950 | 1980 | 2001 | 2017 | 2019 | 2022 | 2024 |